# Temecula
Temecula je město v okresu Riverside County ve státě Kalifornie ve Spojených státech amerických. Jde o 5. největší město v Riverside County, 59. největší město v Kalifornii a 272. největší město ve Spojených státech amerických. Ze severu sousedí Temecula s městem Murrieta, na jihu pak sousedí se San Diego County. Město je významnou turistickou destinací, přičemž turisticky zajímavé jsou památky nacházející se v jeho centru či vínové a filmové festivaly, které se v něm konají.
K roku 2020 zde žilo 110 003 obyvatel. S celkovou rozlohou 96 km² byla hustota zalidnění 1 160 obyvatel na km². 